# Hermínia Tojal
Hermínia Tojal (Lisboa, 22 de fevereiro de 1938 - Lisboa, 28 de Novembro de 2011) foi uma actriz portuguesa.

## Biografia
Estreou-se em 1963, na Companhia Nacional de Teatro.
Frequentou o curso de atores do Conservatório Nacional, que terminou em 1965.
Trabalhou também no Teatro do Gerifalto, Companhia Rey Colaço-Robles Monteiro, Companhia Rafael de Oliveira…
Foram várias as suas participações em televisão como  Palavras Cruzadas ou Roseira Brava, que passaram na RTP.

Morreu no dia 28 de Novembro de 2011, vítima de cancro do pâncreas. O seu corpo encontra-se no Talhão dos Artistas do Cemitério dos Prazeres, em Lisboa.

## Televisão
- 1963 - A Farsa de Inês Pereira
- 1965 - Arlequim e Ferro Velho
- 1965 - O Centro do Mundo
- 1965 - Amadis de Gaula
- 1965 - Auto de Mofina Mendes
- 1965 - O Rei Veado
- 1966 - A Barca Sem Pescador
- 1967 - O Feitiço da Vovó
- 1967 - Gente Nova
- 1968 - Para Cada Um Sua Verdade
- 1968 - A Mania do Veraneio
- 1968 - O Conde de Novion
- 1970 - O Castro
- 1971 - O Aniversário do Banco
- 1975 - Monserrate
- 1976 - O Candidato
- 1978 - O Encoberto
- 1978 - O Pato
- 1982 - O Incendiário
- 1987 -  Palavras Cruzadas
- 1989 - A Viúva Contente
- 1989 - Caixa Alta
- 1993 - Cinzas
- 1996 - Roseira Brava
- 1999 - Médico de Família

## Cinema
- 1983 - Soror Saudade